# Станіслав Заремба
Станіслав Заремба (3 жовтня 1863, с. Романівка Грушівської волості Херсонського повіту Херсонської губернії — 23 листопада 1942, Краків) — польський математик, професор, академік Польської академії знань, іноземний член АН СРСР (1924); один з найвизначніших представників краківської математичної школи.